# SEAT 600
O SEAT 600 foi um automóvel citadino (segmento A) fabricado na Espanha pela SEAT de maio de 1957 a agosto de 1973 sob licença da Fiat. Ajudou a iniciar o milagre econômico espanhol (boom econômico de 1959-1973) que ocorreu no final da lenta recuperação da Guerra Civil Espanhola. Era um veículo relativamente barato (então 60.000 pesetas espanholas) e foi o primeiro carro a entrar nas modestas mas crescentes possibilidades econômicas da maioria das famílias espanholas de meados dos anos 1960 até o início dos anos 1970. O veículo tornou-se um ícone do período.
A empresa SEAT nasceu como uma joint venture da holding estatal espanhola Instituto Nacional de Industria, seis bancos espanhóis e a Fiat - quase todos os modelos SEAT até 1982 eram carros Fiat sob licença, embora o 1200/1430 Sport "Boca negra" e o 133 foram criados internamente pela SEAT na década de 1970.
Até 797.319 SEAT 600 e 18.000 SEAT 800 foram fabricados até 1973. Eles foram exportados para Argentina, Polônia e Finlândia. A versão Fiat teve muito menos sucesso em sua terra natal do que o modelo espanhol, provavelmente porque o mercado italiano era mais avançado do que o espanhol na época.
Entre os motivos para encerrar a produção estavam os pilares B finos e fracos, que dificultavam muito a instalação do cinto de segurança. O SEAT 600 foi substituído pelo bem menos bem sucedido SEAT 133, um derivado modernizado do SEAT 850 desenhado pela SEAT.

## Especificações técnicas
O carro era tecnicamente muito básico. Era um Fiat 600 italiano de 1955, fabricado sob licença, com motor traseiro e tração traseira. O motor era uma unidade de quatro cilindros refrigerada a água originalmente com um deslocamento de 633 cc produzindo 19 cv (14 kW) e mais tarde 767 cc, rendendo 21,5 cv (16 kW) a 4600 rpm.

## Versões

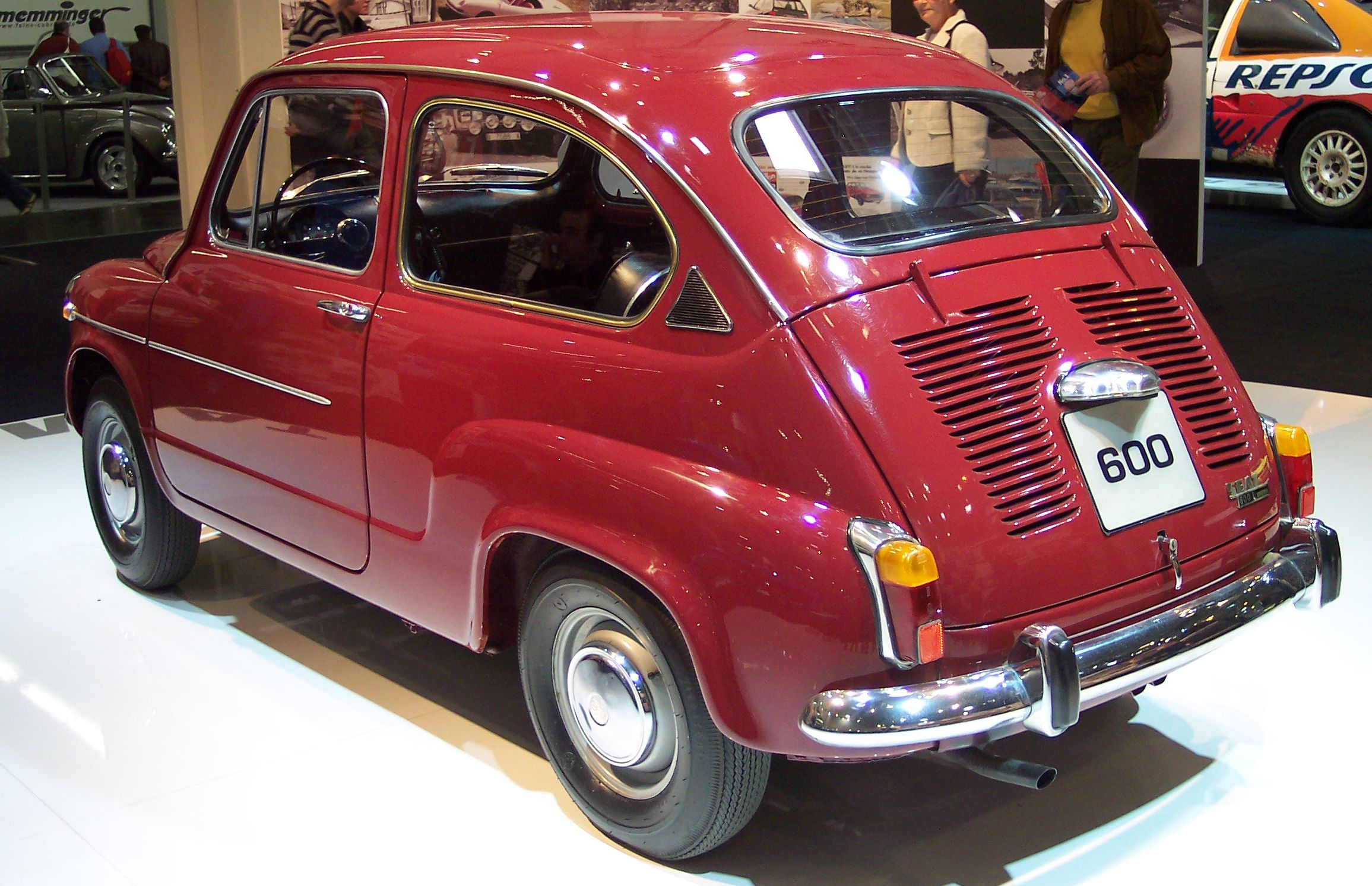
SEAT 600 L Especial 1973 de última série: Para fins de identificação do modelo, observe a saída de ar triangular preta no pilar C, específica para o L Especial.

As duas séries iniciais foram os sedãs de 2 portas 600 e o 600 D, distinguíveis pelo uso de "portas suicidas". A terceira série 600 E tinha portas convencionais, faróis maiores, uma grade de plástico diferente e outras melhorias. A produção final foi o 600 L Especial, produzido apenas por alguns meses em 1973. O design do SEAT 600 era um sedã de duas portas.
Uma carroceria comercial chamada SEAT 600 Formichetta também estava disponível.

### SEAT 800

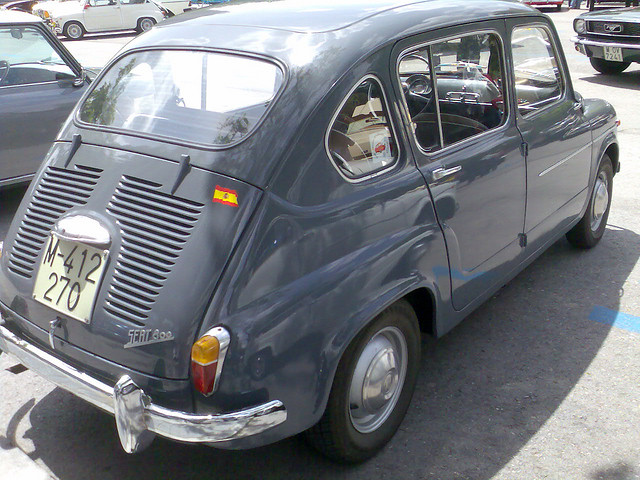
SEAT 800 sedã de quatro portas derivado do 600 D, observe as "portas suicidas" dianteiras.

Uma versão sedã de quatro portas ligeiramente mais longa do mesmo carro, o SEAT 800, foi lançada em setembro de 1963 e produzida até 1968. Também era conhecida como 600 de quatro portas, embora a designação oficial fosse 800. O SEAT 800 é o derivado de quatro portas do 600; tinha portas suicidas dianteiras e portas traseiras convencionais montadas no mesmo pilar B. Este carro foi construído apenas na Espanha.

## Automobilismo
O SEAT 600 participou em várias provas de competição, conduzido por pilotos como Antonio Zanini.